# جيوفانا أماتي
جيوفانا أماتي (بالإيطالية: Giovanna Amati)‏ مواليد 20 يوليو 1959 في روما، هي سائقة فورملا 1 إيطالية سابقة كانت قد بدأت مسيرتها الاحترافية سنة 1992. كان أول سباق لها هو جائزة جنوب أفريقيا الكبرى 1992. خاضت خلال مسيرتها 3 سباقات. تعتبر آخر سائقة تدخل بطولة العالم للفومولا 1.

## سباقات شارك فيها
- بطولة فورمولا 3 الإيطالية